# Pedro Aznar

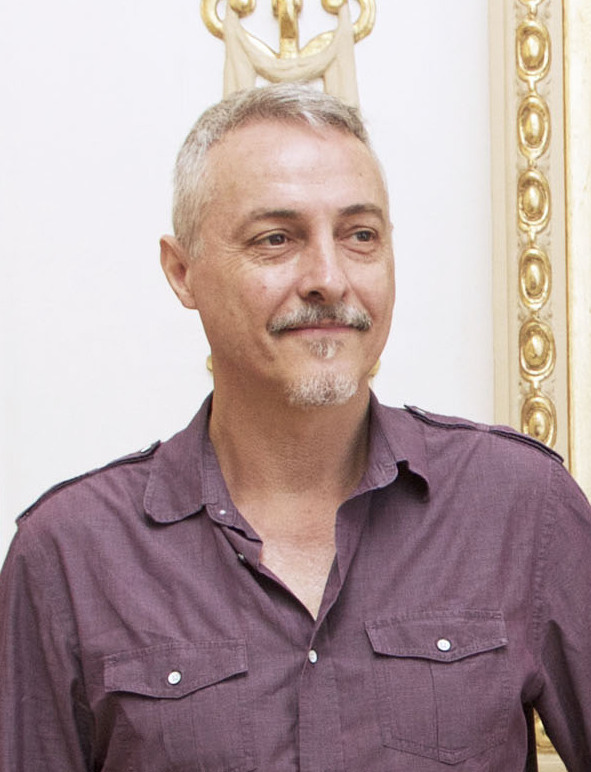
Pedro Aznar (2018)

Pedro Aznar (* 23. Juli 1959 in Buenos Aires) ist ein argentinischer Rock- und Fusionmusiker (Bassgitarre, Gesang, auch Gitarre, Perkussion, Komposition); als Cantautor hat er auch zur Nueva canción beigetragen.

## Leben und Wirken
Aznar spielte zunächst bei Madre Atómica und dann 1977 (beeinflusst von Jaco Pastorius) als Fretless-Bassist bei der argentinischen Underground-Prog-Rock-Band Alas. Im Alter von 18 Jahren wechselte er zu der für Lateinamerika wichtigen Prog-Rock-Supergroup Serú Girán, in der er auch sang. Nach vier Jahren bei Serú Girán verbrachte er 1982 zwei Semester am Berklee College of Music.
Anschließend wurde Aznar 1984 Mitglied der Pat Metheny Group, in der er (mit Unterbrechungen) bis 1993 blieb, drei Grammy-gewinnende Alben aufnahm und hauptsächlich als Sänger und Multiinstrumentalist eingesetzt wurde. Daneben begann er bereits seine Solokarriere; bis 2025 legte er zwölf Alben unter eigenem Namen vor. Das 1991 erschienene Album Tango 4, das er zusammen mit Charly García im Duo aufnahm, wurde von der argentinischen Vereinigung der Unterhaltungsmusik-Kritiker als bestes Rockalbum des Jahres in Argentinien ausgewählt und zudem wegen seiner Verkäufe mit Platin ausgezeichnet. 1990 arbeitete er als Produzent am Album Mujer contra mujer von Sandra Mihanovich und Celeste Carballo mit, spielte aber ab 1992 auch wieder bei Serú Girán. Weiterhin schrieb er Filmmusiken. Gemeinsam mit Santiago Vazquez, Marcelo Moguilevsky, Gabriel Kirschenbaum, Martín Iannaccone und Gabriel Rivano bildete er weiterhin die Gruppe Será una Noche, die ab 1999 mehrere Alben veröffentlichte.

## Preise und Auszeichnungen
Aznar erhielt 2005 das Verdienstdiplom des Premio Konex als einer der fünf besten männlichen Rocksolisten des Jahrzehnts. Für A solas con el mundo erhielt er den Premio Gardel 2011 für die beste Aufnahme. Am 19. Juni 2012 wurde er vom Parlament von Buenos Aires als „herausragende Persönlichkeit der Kultur von Buenos Aires“ ausgezeichnet. 2015 erhielt er den Premio Konex in Platin als bester Pop-Solist des Jahrzehnts und 2025 ein weiteres Verdienstdiplom dieses Preises als Rocksolist.

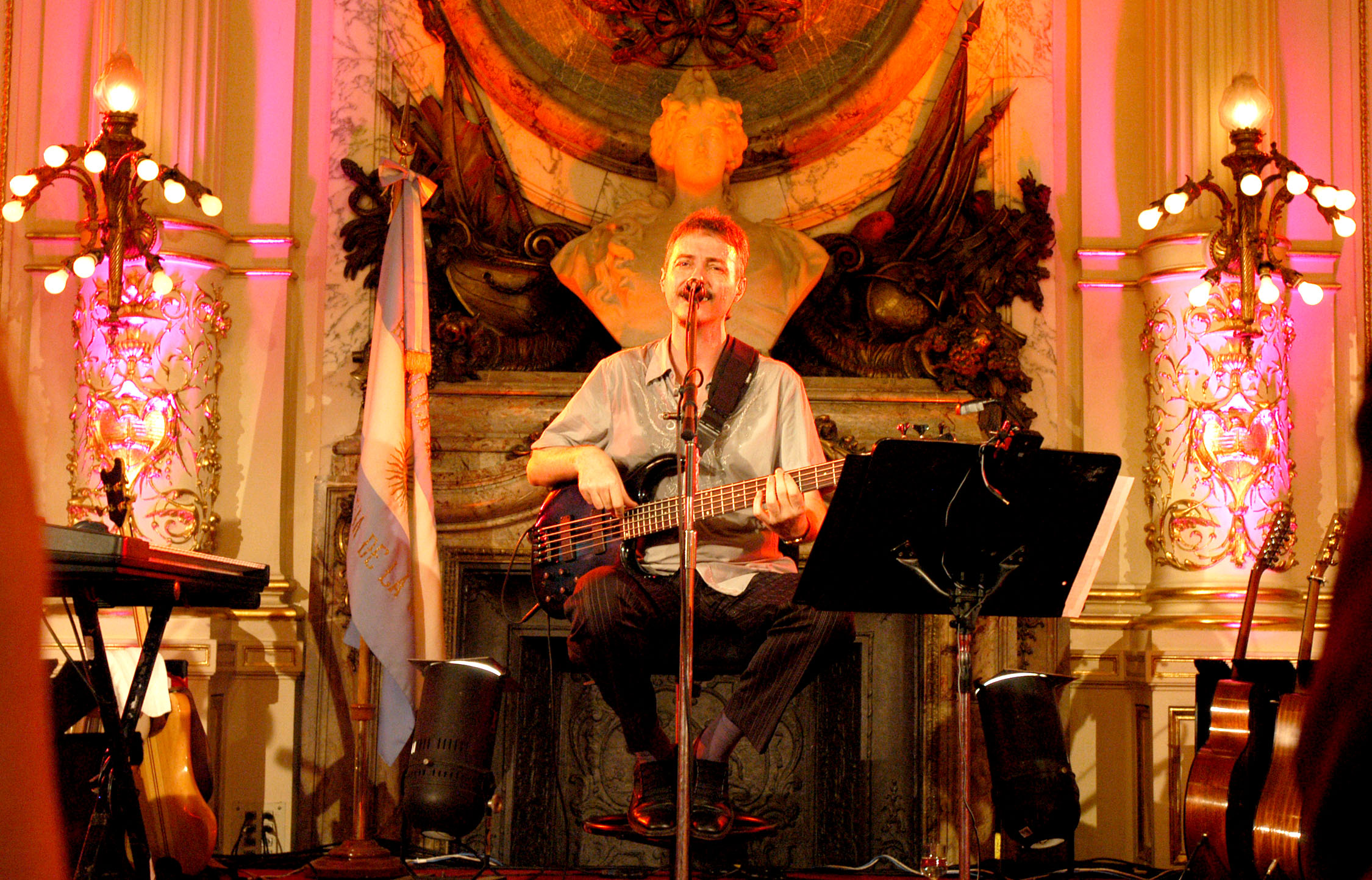
Pedro Aznar (2005)

## Diskographische Hinweise
Studioalben unter eigenem Namen
- 1982: Pedro Aznar
- 1985: Contemplación
- 1986: Fotos de Tokyo
- 1995: David y Goliath
- 1998: Cuerpo y alma
- 2002: Parte de volar
- 2003: Mudras canciones de a dos
- 2008: Quebrado
- 2012: Ahora
- 2016: Contraluz
- 2021: Flor y Raíz
- 2022: El mundo no se hizo en dos días